# World Popular Song Festival 1971
Het World Popular Song Festival 1971 was de tweede editie van het World Popular Song Festival. Het werd gehouden in Tokio, Japan van 25 tot 27 november 1971. Uiteindelijk werden Frankrijk en Japan de winnaars van het festival. Voor beide landen was het hun eerste overwinning. De top drie werd vervolledigd door een andere inzending van Frankrijk.

## Deelnemende landen
39 landen van over de hele wereld hadden zich ingeschreven voor de tweede editie van het festival. Er waren 8 nieuwe landen bijgekomen, maar ook weer 7 terugtrekkende landen. Ook België en Nederland waren van de partij.
Zowel België als Nederland konden dit jaar doorstoten tot de finale waar ze respectievelijk 22ste en 12de eindigden.

## Overzicht

### Finale
| Plaats | Land                | Taal      | Artiest                       | Lied                                       |
| ------ | ------------------- | --------- | ----------------------------- | ------------------------------------------ |
| 1      | Frankrijk           | Frans     | Martine Clémenceau            | Un jour l'amour                            |
| 1      | Japan               | Japans    | Tsunehiko Kamijo & Rokumonsen | Tabidachi no uta                           |
| 3      | Frankrijk           | Frans     | Michèle Torr                  | Enfants d'aujourd'hui, hommes de demain    |
| 4      | Mexico              | Spaans    | Carlos Blanco                 | Mi ciudad                                  |
| 5      | Joegoslavië         | Kroatisch | Ljupka Dimitrovska            | Obećanje                                   |
| 6      | Chili               | Spaans    | Antonio J. Zabaleta           | Con todo mi amor                           |
| 7      | Verenigd Koninkrijk | Engels    | Bev Harrell                   | Bringing back those memories               |
| 8      | Zwitserland         | Engels    | Peter, Sue & Marc             | Once in a world                            |
| 9      | Polen               | Pools     | Irena Santor                  | Moze juz jutro                             |
| 10     | Nieuw-Zeeland       | Engels    | David Curtis                  | Take your leave                            |
| 11     | Argentinië          | Spaans    | Cacho Castaña                 | Me gusta, me gusta                         |
| 12     | Nederland           | Engels    | Bonnie St. Claire             | Planet of love                             |
| 13     | Jamaica             | Engels    | Lou Sparkes                   | It's lovely                                |
| 14     | Verenigd Koninkrijk | Engels    | John Goodison                 | A year from now                            |
| 15     | Hongarije           | Engels    | Locomotiv GT.                 | Touch me, love me, rock me                 |
| 16     | Japan               | Engels    | Iwabuchi Riri                 | Please, please, please                     |
| 17     | Zuid-Afrika         | Engels    | Eddie Eckstein                | Oh God, it's beautiful                     |
| 18     | Israël              | Engels    | Gali Atari                    | All free                                   |
| 19     | Canada              | Engels    | Karo                          | My my my                                   |
| 20     | Japan               | Engels    | Red Bird                      | When the lights come to bright the windows |
| 21     | Ierland             | Engels    | Mark Hastings                 | Girl (I'm gonna get you)                   |
| 22     | België              | Engels    | The Lilac Street Band         | Bestseller                                 |
| 23     | Verenigd Koninkrijk | Engels    | Roy Budd                      | There's gotta be a day                     |
| 24     | Filipijnen          | Engels    | The New Dimension Singers     | Walk that mile                             |
| 25     | Indonesië           | Engels    | Elly Sri Kudus                | With the deepest love from Djakarta        |

### Eerste halve finale
| Land                | Taal      | Artiest                       | Lied                                     | Resultaat      |
| ------------------- | --------- | ----------------------------- | ---------------------------------------- | -------------- |
| Verenigde Staten    | Engels    | Sherry Sisters                | I've got a whole lot of music in my soul | uit            |
| Japan               | Japans    | Tsunehiko Kamijo & Rokumonsen | Tabidachi no uta                         | gekwalificeerd |
| Portugal            | Portugees | José Cid Tavares              | Ficou para tia                           | uit            |
| Zwitserland         | Engels    | Peter, Sue & Marc             | Once in a world                          | gekwalificeerd |
| Spanje              | Engels    | Donna Hightower               | If you hold my hand                      | uit            |
| Chili               | Spaans    | Antonio J. Zabaleta           | Con todo mi amor                         | gekwalificeerd |
| Griekenland         | Grieks    | Marina Adamopoulou            | Ena filo zito                            | uit            |
| Hongkong            | Engels    | The Danny Diaz Trio           | How's your side of the world             | uit            |
| Israël              | Engels    | Gali Atari                    | All free                                 | gekwalificeerd |
| Uruguay             | Spaans    | Sabu                          | He tratado de olvidarte                  | uit            |
| Frankrijk           | Frans     | Daniel Popp                   | Le grand bazar                           | uit            |
| Nieuw-Zeeland       | Engels    | David Curtis                  | Take your leave                          | gekwalificeerd |
| Japan               | Engels    | Mops                          | Rain                                     | uit            |
| Verenigde Staten    | Engels    | John Malone                   | Everyday dreamer                         | uit            |
| Frankrijk           | Frans     | Michèle Torr                  | Enfants d'aujourd'hui, hommes de demain  | gekwalificeerd |
| Finland             | Engels    | Jukka Kuoppamäki              | The Zeppelin song                        | uit            |
| Mexico              | Spaans    | Carlos Blanco                 | Mi ciudad                                | gekwalificeerd |
| Joegoslavië         | Kroatisch | Ljupka Dimitrovska            | Obećanje                                 | gekwalificeerd |
| Verenigd Koninkrijk | Engels    | John Goodison                 | A year from now                          | gekwalificeerd |
| Indonesië           | Engels    | Elly Sri Kudus                | With the deepest love from Djakarta      | gekwalificeerd |
| Venezuela           | Spaans    | Domenika                      | Contigo                                  | uit            |
| Hongarije           | Engels    | Locomotiv GT.                 | Touch me, love me, rock me               | gekwalificeerd |
| Italië              | Italiaans | Loretta Goggi                 | Dolce e triste                           | uit            |
| Filipijnen          | Engels    | The New Dimension Singers     | Walk that mile                           | uit            |

### Tweede halve finale
| Land                | Taal     | Artiest               | Lied                                       | Resultaat      |
| ------------------- | -------- | --------------------- | ------------------------------------------ | -------------- |
| Verenigd Koninkrijk | Engels   | Bev Harrell           | Bringing back those memories               | gekwalificeerd |
| Canada              | Engels   | Karo                  | My my my                                   | gekwalificeerd |
| Japan               | Engels   | Red Bird              | When the lights come to bright the windows | gekwalificeerd |
| Frankrijk           | Frans    | Martine Clémenceau    | Un jour l'amour                            | gekwalificeerd |
| Roemenië            | Roemeens | Mihai Dumbrava        | Infern sau paradis?                        | uit            |
| Maleisië            | Engels   | Zain Azman            | Up on the hill                             | uit            |
| Zweden              | Frans    | Ann Christy           | Les amoureux de la terre                   | uit            |
| Ierland             | Engels   | Mark Hastings         | Girl (I'm gonna get you)                   | gekwalificeerd |
| Israël              | Engels   | Gali Atari            | Give love away                             | uit            |
| Turkije             | Engels   | Senay                 | Perhaps one day                            | uit            |
| Malta               | Maltees  | Jon Lukas             | Id-dinja llum                              | uit            |
| Verenigd Koninkrijk | Engels   | Roy Budd              | There's gotta be a day                     | gekwalificeerd |
| België              | Engels   | The Lilac Street Band | Bestseller                                 | gekwalificeerd |
| Australië           | Engels   | Jel Elliff            | Goin' nowhere                              | uit            |
| Japan               | Engels   | Iwabuchi Riri         | Please, please, please                     | gekwalificeerd |
| Zuid-Afrika         | Engels   | Eddie Eckstein        | Oh God, it's beautiful                     | gekwalificeerd |
| Sri Lanka           | Engels   | Mignonne              | Love, don't let me down                    | uit            |
| Argentinië          | Spaans   | Cacho Castaña         | Me gusta, me gusta                         | gekwalificeerd |
| Polen               | Pools    | Irena Santor          | Moze juz jutro                             | gekwalificeerd |
| Jamaica             | Engels   | Lou Sparkes           | It's lovely                                | gekwalificeerd |
| Zuid-Korea          | Engels   | The Pearl Sisters     | Lesson of love                             | uit            |
| Oostenrijk          | Engels   | Mogi D.               | Puppet on life                             | uit            |
| Nederland           | Engels   | Bonnie St. Claire     | Planet of love                             | gekwalificeerd |
| Pakistan            | Urdu     | Madam Noor Jehan      | Shahbaz qalandar                           | uit            |

1970 · 1971 · 1972 · 1973 · 1974 · 1975 · 1976 · 1977 · 1978 · 1979 · 1980 · 1981 · 1982 · 1983 · 1984 · 1985 · 1986 · 1987 · 1988 · 1989